# David Nelson (nhà hoạt động Utah)
David Keith Nelson (sinh ngày 7 tháng 4 năm 1962) là một nhà hoạt động người Mỹ để bảo vệ quyền bình đẳng cho người đồng tính nữ, đồng tính nam, song tính và chuyển giới (LGBT). Ông thành lập hoặc giúp tìm thấy một số tổ chức phi lợi nhuận liên quan đến LGBT ở Utah và giúp chỉ đạo những người khác. Công việc của ông với Đảng Dân chủ đã khuyến khích nhiều LGBT Utahns làm lãnh đạo đảng. Công việc của ông với tư cách là nhà vận động hành lang lập pháp và hành pháp đã hoàn thành việc thông qua một số luật, quy tắc, pháp lệnh và chính sách của nhà nước và vũ khí thân thiện với vũ khí và từ chối các luật khác.

## Đời tư
Nelson sinh ra ở Salt Lake City là thành viên của gia đình Cannon chính trị. Ông học ngành khoa học chính trị tại Đại học Utah từ năm 1982 đến 1984. Ông đã nghỉ hưu năm 2001 từ sự nghiệp chuyên nghiệp về tiếp thị và quan hệ công chúng, và cư trú tại Millcalet, Utah. Ông sống với khuyết tật, và được chẩn đoán vào năm 2015 với Rối loạn phổ Tự kỷ.